# Brendan Mullin
Brendan John Mullin (Jerusalén, 30 de octubre de 1963) es un exjugador irlandés de rugby que se desempeñaba como centro.

## Selección nacional
Mullin: un atleta especializado en carreras de vallas y con una marca de 110 metros en 14.41 segundos, fue convocado al XV del Trébol por primera vez en noviembre de 1984 para enfrentar a los Wallabies, fue capitán en enero de 1995 y disputó su último partido en junio de ese mismo año ante Les Bleus. En total jugó 55 partidos y marcó diecisiete tries y una conversión (72 puntos por aquel entonces).

### Participaciones en Copas del Mundo
Disputó tres Copas del Mundo; Nueva Zelanda 1987 donde Mullin marcó un triplete e Irlanda quedó eliminada en cuartos de final por Australia, Inglaterra 1991 donde el XV del Trébol nuevamente fue derrotado por los Wallabies en cuartos de final y Sudáfrica 1995 donde esta vez en la misma instancia, Francia se encargó de eliminar a los irlandeses.
| Mundial                       | Sede          | Resultado        | PJ | Tries |
| ----------------------------- | ------------- | ---------------- | -- | ----- |
| Copa Mundial de Rugby de 1987 | Nueva Zelanda | Cuartos de final | 4  | 3     |
| Copa Mundial de Rugby de 1991 | Inglaterra    | Cuartos de final | 3  | 0     |
| Copa Mundial de Rugby de 1995 | Sudáfrica     | Cuartos de final | 4  | 0     |

## Palmarés
- Campeón del Torneo de las Seis Naciones de 1985 con Grand Slam.
- Campeón del Interprovincial Championship de 1984.

## Leones Británicos
En 1986 para el Centenario de la World Rugby, Mullin fue convocado a integrar el plantel de los British and Irish Lions que participó en el evento. También, con las Five Nations disputó el segundo partido de aquella celebración.
Ya de manera oficial, fue seleccionado a los Lions para la Gira de Australia 1989; allí disputó uno de los tres partidos ante los Wallabies. Además, fue convocado en 1989 para el histórico enfrentamiento ante Francia.